# Jack Marchal
Jack Marchal (Alençon, 19 settembre 1946 – Pontoise, 1º settembre 2022) è stato un politico, musicista e fumettista francese, noto per la sua militanza politica nell'estrema destra negli anni 1970 e 1980.

## Biografia
Membro del movimento Occident nel 1966, fece parte nel 1968 del nucleo fondatore di Groupe union défense (GUD) ed entrò nella direzione politica d'Ordre nouveau, dirigendone il settore stampa e propaganda. Nel 1972 partecipò come tale alla creazione del Front National per poi aderire, due anni dopo, al Parti des forces nouvelles.
Fu l'autore del personaggio del "Rat noir" (in Italia conosciuto come "Topo MIS" e pubblicato sulla rivista dell'estrema destra italiana La voce della fogna), ispirato ai disegni di Raymond Macherot, utilizzato come immagine in molti volantini e manifesti del GUD. Il Rat noir è stato anche l'eroe della serie "Les Rats maudits", pubblicato sulla rivista satirica Alternative.
Nel 1984 ritornò nel Front National di Jean Marie Le Pen.
Partecipò a vari concerti e festival di musica alternativa di destra; intervenne nel 1980 in Italia a Castel Camponeschi in Abruzzo, al III Campo Hobbit presentando le canzoni del suo LP Science & Violence. Da sempre attento alla cultura francese in primis ed europea in generale, Jack Marchal alla fine del 1990 entrò nel gruppo di rock identitario francese (rock identitaire français) degli Elendil.
Il 12 marzo 2016 partecipò al memoriale in ricordo del cantautore e terrorista italiano dei Nuclei Armati Rivoluzionari Massimo Morsello a Milano.